# スラヴォニック チャンネル インターナショナル
スラヴォニック チャンネル インターナショナル（英語：Slavonic Channel International、略称：SCI、ロシア語: Международный Славянский Канал、ウクライナ語: Міжнародний Слов'янський Канал）はウクライナのテレビ局。キエフに本部を置く。

## 概要
1994年12月14日に開局。キャッチコピーはTo the Slavs about Slavs and to the world about Slavdom!。アジア・ヨーロッパ・ラテンアメリカなど50カ国以上で放送されているグローバル・チャンネルである。